# 電波塔

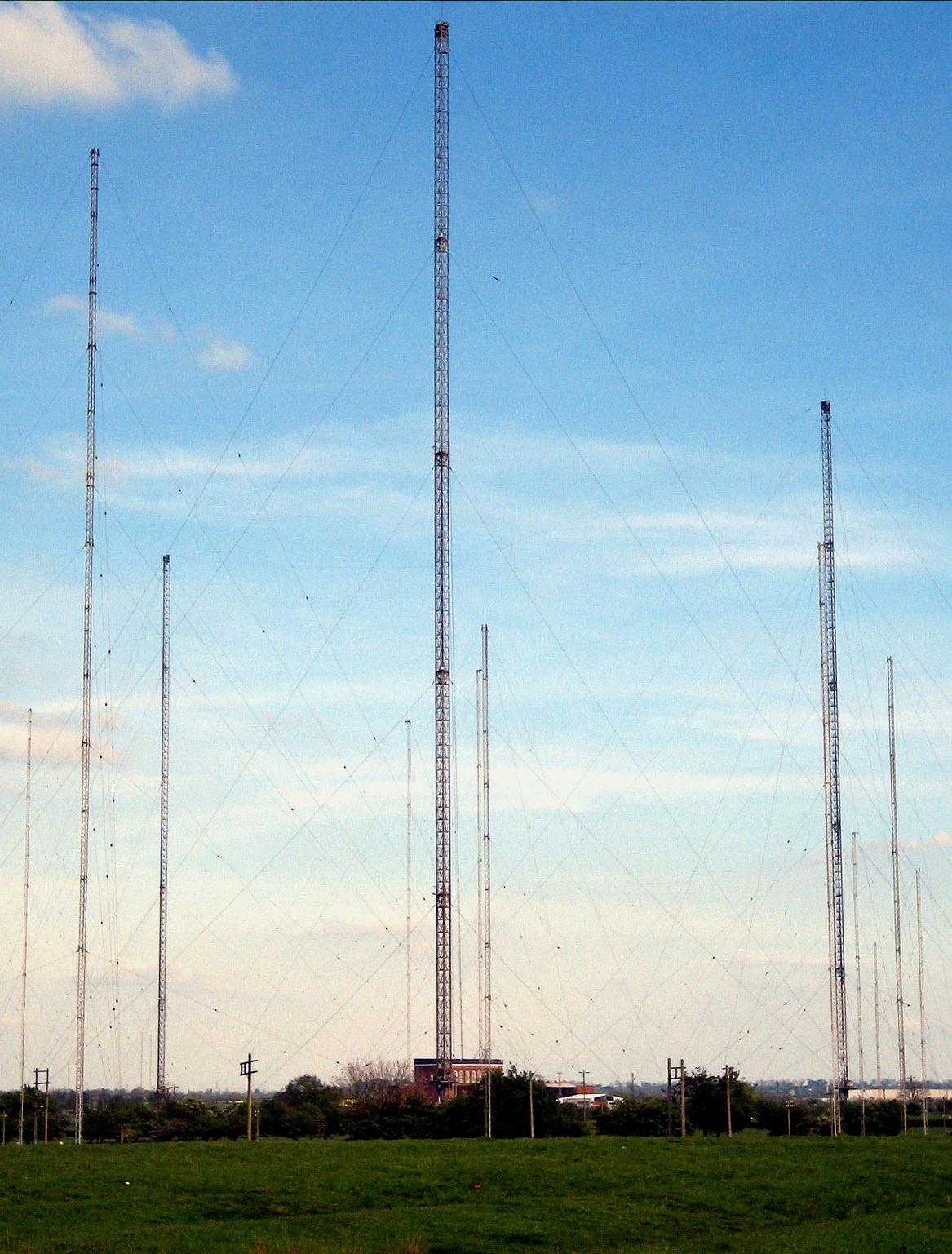
英格蘭的拉格比廣播塔

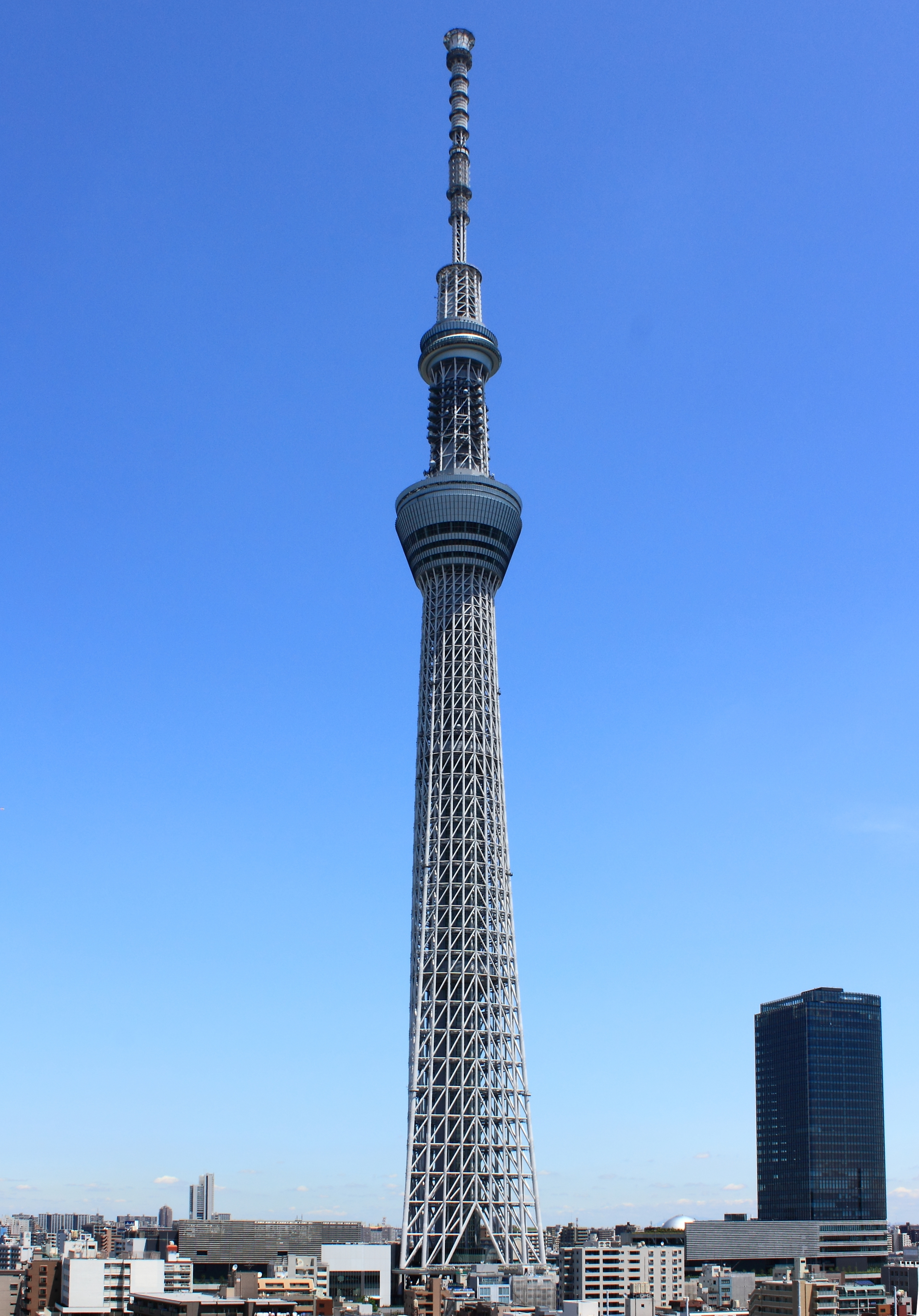
東京晴空塔，2012年起成為全球最高的電波塔及自立式結構物

電波塔是用來支撐電信或廣播天綫的結構，主要分爲兩類：拉綫式結構和自立式結構。其高度與摩天大廈相約。電波塔多以廣播公司或組織的名稱命名。部分電波塔整座都用來發射信號。

## 天綫及塔的分別
“天綫”（mast）及“塔”（tower）這兩個詞匯一般相通，可以互相調用。但是，在結構工程學中，“塔”指自立及懸臂式結構；“天綫”指需要纜繩或鋼條支撐的結構，並不一樣。在英國的廣播工程師以這定義分別兩者。天綫座立在地上或屋頂上，裝有接收器接收信號，這些接收器通常裝在高處，以更清晰地接收和發放信號，但較少傳輸移動通信信號。典型的天綫用管狀鋼製造，造價較便宜，但要較大的地方來裝支撐鋼纜。塔則占地較少，適合在城市設立。
世界各地也有一些較罕有的設計，部分結構自立，但又有鋼條支撐輔助，同時有天綫與塔的特色：
- 海布蘭迪塔（英语：Gerbrandy Tower）採用自立式結構，而塔頂有桅杆支撐。
- 科塞羅拉塔由鋼條支撐。

## 歷史

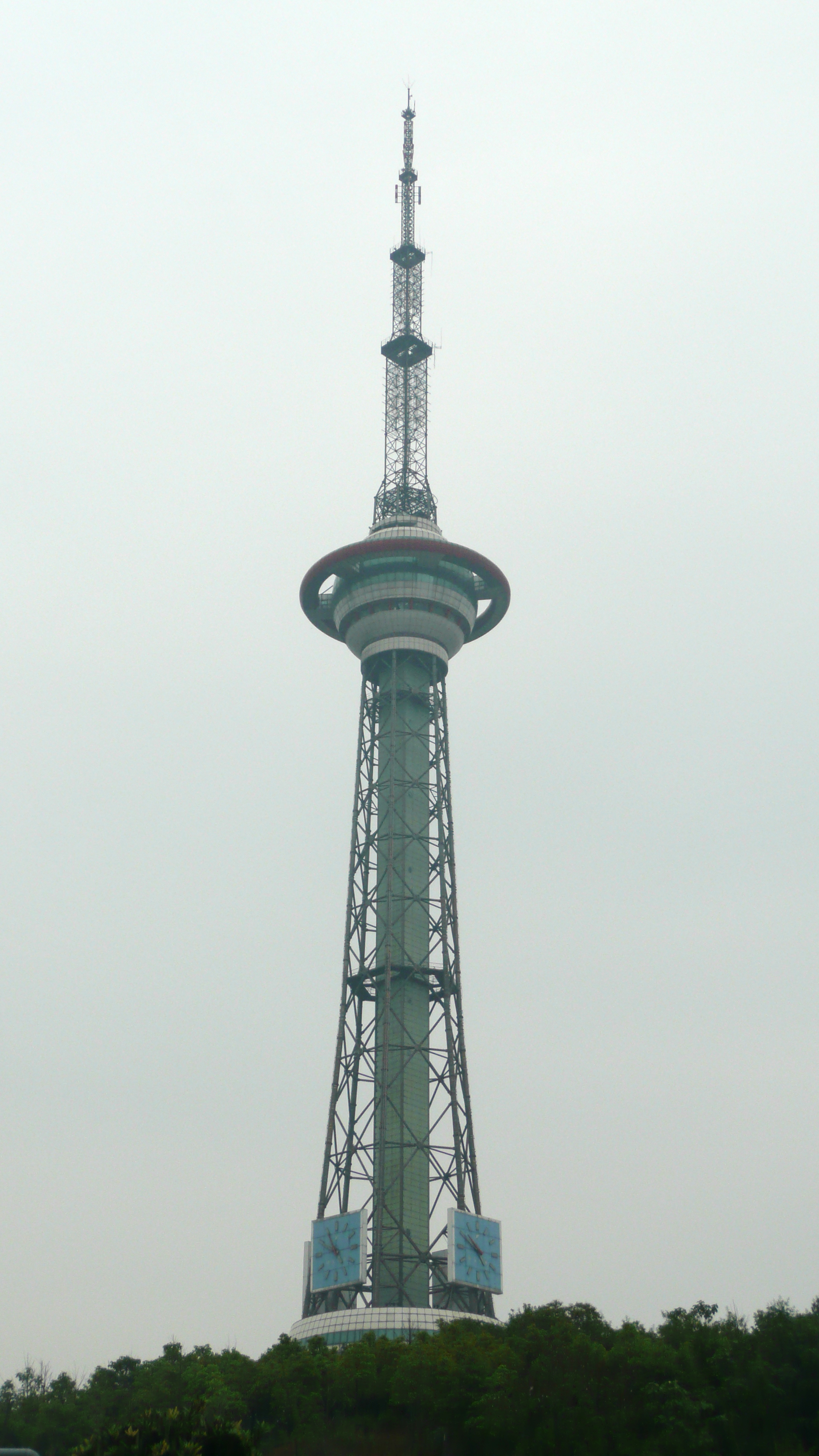
中国湖南省的株洲电视塔，1999年竣工

電臺廣播於1905年試播，商業廣播則始於1920年代。
在1991年8月8日前，華沙電台廣播塔一直都是全世界最高非自立式建築，該塔拆卸後，美國的KVLY電視塔成爲最高的同類建築。在美國，超過50個廣播塔的高度超過600米。

## 建築物料

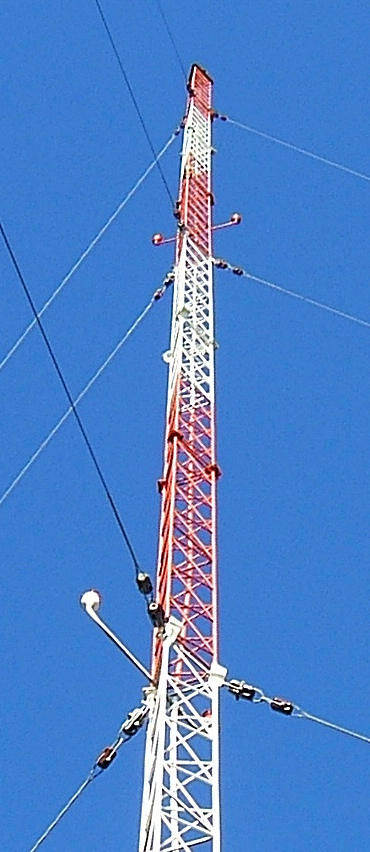
一個鋼格式，61米的天綫

### 鋼格
鋼格為使用得最廣泛的建築材料，它的好處是夠強韌、重量輕及可以抵抗強風，材料也便宜。通常鋼格的設計會組成三角形，其次是四方形。支綫塔易於興建，且因爲夠幼，可以抵受風力，塔的頂部亦較尖細。

### 管狀鋼
天綫有時候會用管狀鋼建造，電綫及傳輸信號的綫路受鋼鐵的保護，免受侵蝕，外觀也更好。這類塔主要用於FM-/TV-廣播。然而，這類天綫比鋼格式的天綫及塔更容易受風吹襲影響，艾密麗梅爾傳輸站就是一例。管狀鋼並不在所有國家都常見，德國、法國、英國、日本等國家有很多此類的天綫，但在北美及波蘭非常少見。

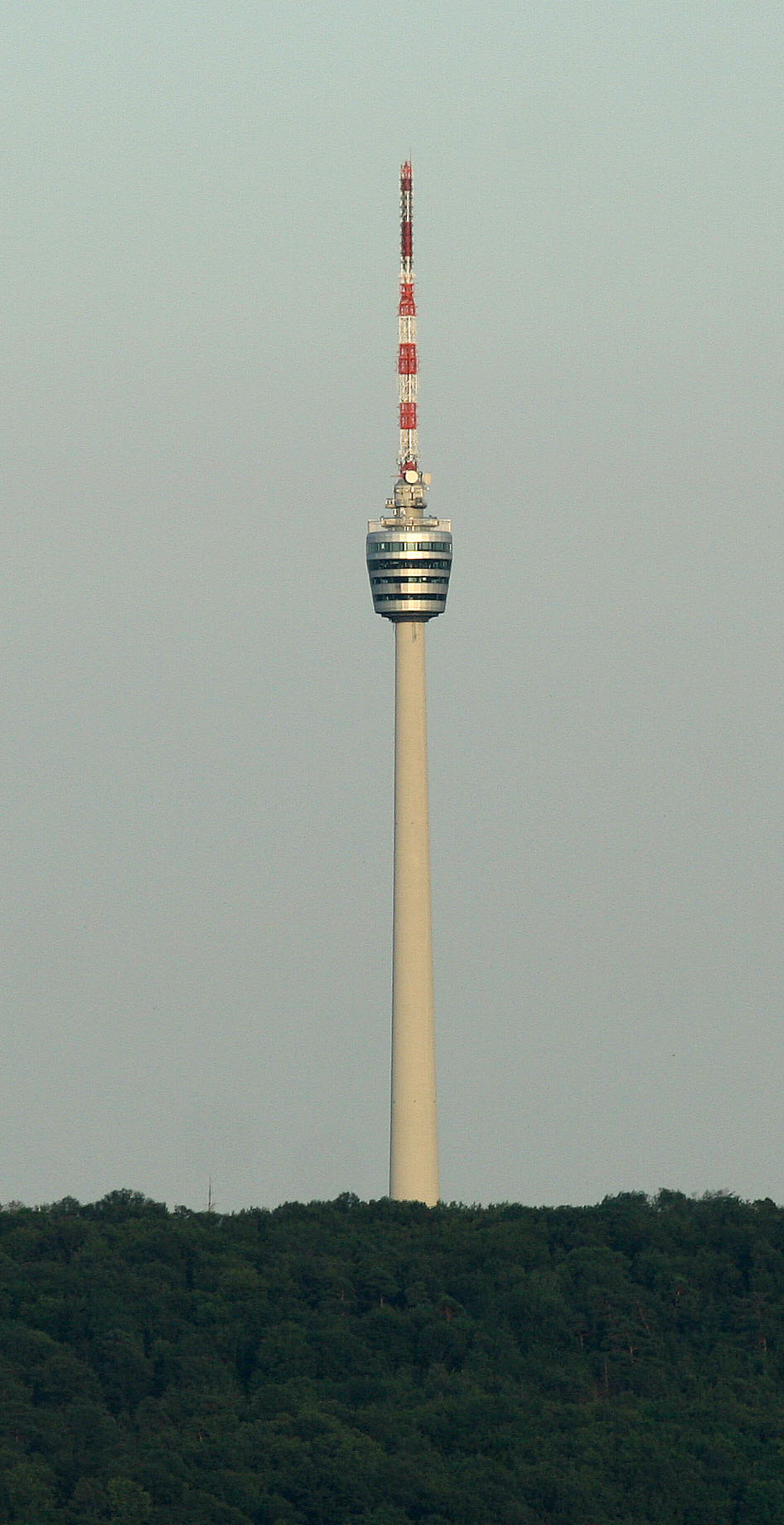
斯图加特電視塔，第一座鋼筋混凝土電視塔

### 鋼筋混凝土
鋼筋混凝土塔造價高昂，不過能抵受狂風，裝有窄波束寬度的天綫，如微波點至點連接的塔會用到這個材料。德國和荷蘭的微波通信塔多用此類，而英國多用剛格。一些鋼筋混凝土塔成爲地標，如於多倫多的加拿大國家電視塔，這類的塔成爲旅遊景點，所以設有觀景臺和餐廳。

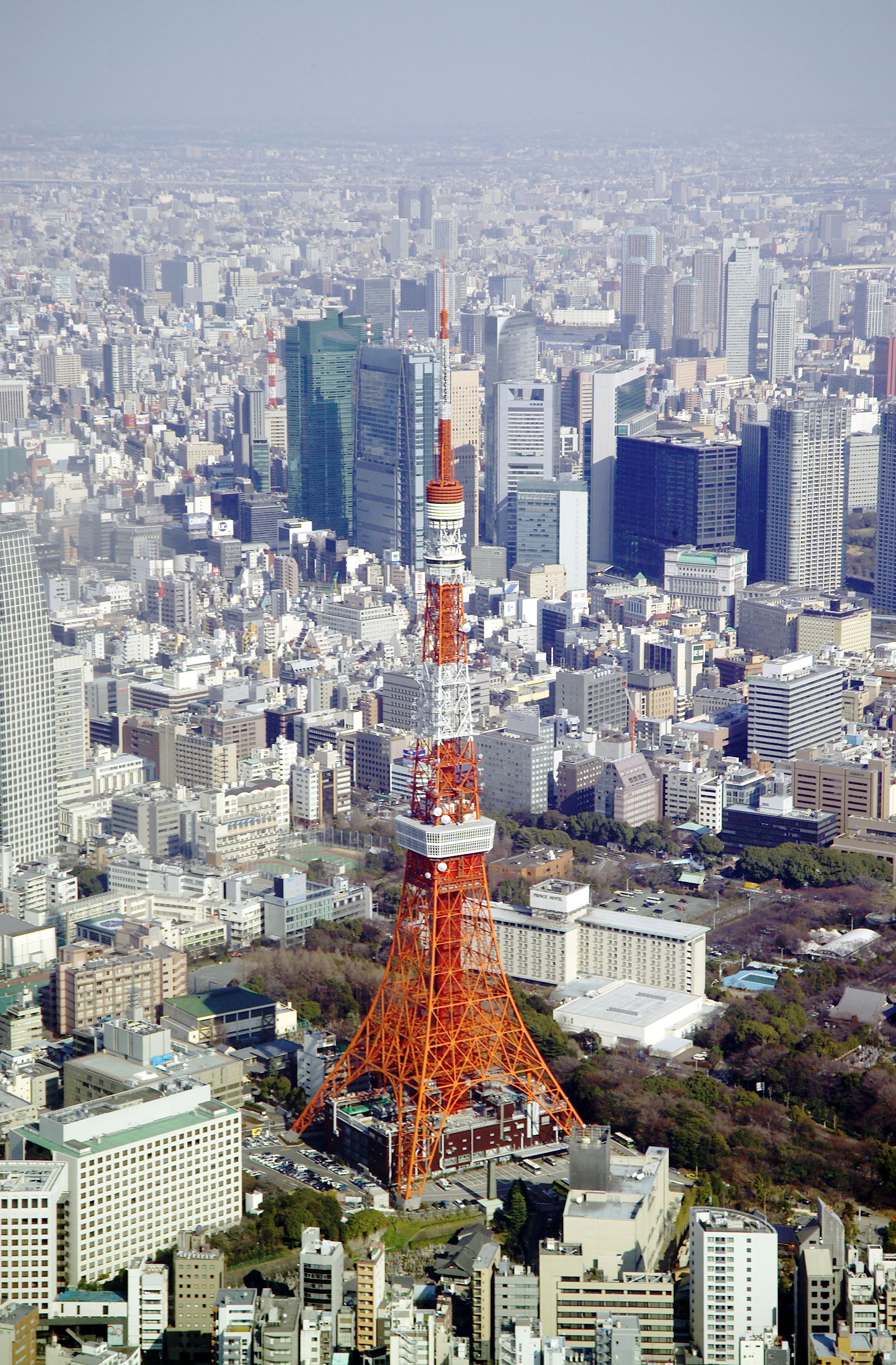
東京塔

### 玻璃纖維
玻璃纖維的塔用於低功率非定向信標及中波廣播，重量較小。

### 木材
木造天綫多在以前出現，現在比較稀有。在第二次世界大戰的時候，英國缺乏鋼材，故天綫用木材取代。德國在戰前的木造天綫多用於中波廣播，但其後除了格利維采無線電塔外，其他的木造天綫都已拆卸。

## 結構形式

### 杆
短天綫裝有自立木杆，跟電線桿相似。有時候用管狀鍍鋅鋼杆，爲單杆天綫。

### 建築
在某些情況，接收天綫會裝在摩天大廈的頂部。例如在北美，帝國大廈、韋萊集團大廈、世界貿易中心一號大樓及康泰納仕大廈都裝有天綫。原世界貿易中心一號大樓的頂部亦有110米，在1978-1979年建造的天綫，2001年911恐怖襲擊事件後，該大廈倒塌導致數個本地電視臺及電臺停播。

### 僞裝通信基地臺
一般通信基地臺外觀不好，且影響到附近民居的景觀，所以，一些通信公司會將其建造的塔及天綫僞裝成樹木、旗杆、水塔等以減少對景觀的影響。這些基地臺的仿真度十分高，人們一般難以分辨仿樹天綫和真正的樹木。這類的設計適合郊野。

### 支綫塔
支綫塔整個結構都用來發射信號，適合長波及中波廣播，塔的基部裝有絕緣器。

### 伸縮式塔
伸縮式塔的特色是可以很快地設立，不需要太多時間建造。這類塔主要用來設置臨時廣播天綫，以廣播突發事件和現場直播，也用於軍事通信，好處是造價不高，但不能承受強風。

### 氣球及風箏
氣球及風箏也可以用於廣播，偶爾在軍事機構使用。

### 無人機
2013年起無人機開始用於廣播，它的好處是飛行高度可以高過一般發射塔，在無線電科學裡，地面電波橫向發射給地面，位置越高、發射距離越遠、受到的阻礙物也少。其缺點是，僅用於臨時、緊急、軍事、如遇到因為天災地震、颱風等，導致發射台損毀，修復需要時間，基於通訊傳播的緊急性，可以使用熱汽球、無人飛機將儲存好的資訊、聲音、影像，至於記憶卡中，置入無人機、熱氣球，使之升高於空中，再進行發射。但此類並非地面建築，在空中的時間短，基於所攜帶的電池、電力耗損，無人機在數分鐘或數十分鐘內必須降落充電。熱氣球則可以在空中停留較久，直到燃料瓶之燃料用罊而降落。這類高空發射裝置的高度都高於發射塔，也可以於山區使熱气球或無人機升空，增加海拔高度。

## 延伸閲讀
- Sreevidya, S., and Subramanian, N., Aesthetic Appraisal to Antenna Towers, Journal of Architectural Engineering, American Society of Civil Engineers, Vol. 9, No. 3, September 2003, pp. 102–108